# ドキュメントにっぽん
ドキュメントにっぽんは、1997年4月4日から2000年3月17日までNHK総合で放送されたテレビ番組である。

## 概要
日本列島の片隅で、大都会の真ん中で、人々の豊かな営みや未来への稜線を記録するドキュメンタリー番組であった。

## 放送時間
- 1997年4月 - 1999年3月：金曜 21:30 - 22:19／日曜 11:05 - 11:54
- 1999年4月 - 2000年3月：金曜 21:30 - 22:19／月曜 23:45 - 24:34

## テーマ曲
「青の地平」（加古隆作曲）

## 放送リスト
| 放送日         | サブタイトル                                            |
| -------------- | ------------------------------------------------------- |
| 1997年4月4日   | われらの再出発 失業サラリーマンたちの6か月              |
| 1997年4月11日  | 行くところあらしまへん ある有料老人ホームの破たん       |
| 1997年5月2日   | 花へんろ 二人の旅路                                     |
| 1997年5月9日   | いやなら辞めてもええんやで 笑いの総合商社・新入社員研修 |
| 1997年5月30日  | 赤い旗は揺れた 沖縄・基地労働者の苦悩                   |
| 1997年6月6日   | 心で闘う120秒 剣道・日本最難関試験に挑む                |
| 1997年6月13日  | 米はドンドン作ればいい 岩手・東和町長の挑戦             |
| 1997年7月4日   | 亡き妻からのメッセージ 塾長・仲代達矢の旅立ち           |
| 1997年8月1日   | 突然、母が現れて… 家族が心を通わせた1年9か月            |
| 1997年8月22日  | 島に祈りがよみがえった 射爆演習場と神女たち             |
| 1997年8月29日  | 豊かな島をとりもどす夏 ゴミの島・22年目の決意           |
| 1997年9月5日   | 小錦八十吉 16年目の夏                                   |
| 1997年9月12日  | 吉行あぐりと8人の客                                     |
| 1997年10月10日 | 笑顔の最下位 オリンピック選手・小鴨由水の挑戦           |
| 1997年11月7日  | ボスの引き際 多摩・チンパンジー村飼育日誌               |
| 1997年11月14日 | 巨樹2000本の旅                                          |
| 1997年11月28日 | よみがえれ水俣の海24年ぶりの漁業再開                    |
| 1997年12月5日  | アジ・サバ 一本釣りの海                                 |
| 1998年1月16日  | ある家族通信の3年 震災から立ち上がる一家の記録          |
| 1998年1月23日  | 男の晴れ舞台 650年の伝統を舞う                          |
| 1998年3月6日   | 旭川ラーメン屋 冬日記 男たちの断酒の誓い                |
| 1998年3月13日  | 朝礼 オフィス街の闘争宣言                               |
| 1998年3月27日  | 瀬戸際の一手 棋士 米長邦雄 54歳の闘い                   |
| 1998年4月3日   | 雪華の謎を追う 大雪山 雪物語                            |
| 1998年4月24日  | 京女三人 桜の下で 記念写真につづられた20年              |
| 1998年5月15日  | 大海原の突きん棒漁 小笠原・セーボレ一家の人々           |
| 1998年5月22日  | 手探りの共同生活 中国山地・老いを生きる日々             |
| 1998年6月5日   | 二軍 新人監督・石毛宏典の挑戦                           |
| 1998年6月12日  | “貸し渋り倒産”防ぎます ある経営コンサルタントの挑戦     |
| 1998年6月26日  | “大企業病”をふきとばせ 社内ベンチャーの挑戦             |
| 1998年7月3日   | 92歳のひとり芝居 役者 島田正吾の挑戦                    |
| 1998年7月10日  | 鮎（あゆ）宿にて 激流と向き合う男たち                   |
| 1998年7月31日  | “終の住みか”を求めて 虫食いの町・新宿西富久町           |
| 1998年9月11日  | 60代 もう一度力を試したい 高齢者だけの株式会社          |
| 1998年9月25日  | 会心の一投 ハンマー投げ 室伏父子の挑戦                  |
| 1998年10月2日  | 史上最強のストッパー 佐々木主浩・ブルペンの戦い         |
| 1998年11月6日  | 自分に負けないで SPEED・10代へのメッセージ              |
| 1998年11月27日 | しゃべって演じて売りまっせ 実演販売人・不況への挑戦     |
| 1998年12月4日  | 鉄塔をめざす 送電線工事 新人職人の8か月                 |
| 1998年12月18日 | もう一度 勝ちたい プロゴルファー杉原輝雄61歳の執念      |
| 1999年1月22日  | 東京タクシー物語 男たちの再出発                         |
| 1999年2月12日  | 配達される6人の友情                                     |
| 1999年2月19日  | 妻に贈る銀の調べ 老作曲家 恋文につけたメロディー        |
| 1999年3月12日  | 津軽 少年力士物語 尾車親方の新弟子探し                  |
| 1999年3月19日  | 思い出のミニランドセル 8000家族からの便り               |
| 1999年4月16日  | 名木を守る男たち 金沢・兼六園                           |
| 1999年5月7日   | 心に残したい東京 528枚の葉書絵                          |
| 1999年5月21日  | 最後の演奏会 ある音楽教師と二千人の教え子たち           |
| 1999年7月9日   | 小さな詩人たち 北上山地 20人の教室                      |
| 1999年7月16日  | 思い出の家族写真 駅前写真館が見つめた歳月               |
| 1999年9月3日   | 北へ555キロ 日本最北端をめざしたランナーたち            |
| 1999年11月5日  | いのち再び 生命科学者・柳澤桂子                         |
| 1999年12月3日  | 家族へあてたラブレター                                  |
| 1999年12月10日 | 旅立ちはドレスで                                        |
| 2000年1月7日   | みんなで吹いたら日本一 淀川工業高校吹奏楽部             |
| 2000年1月21日  | 三四郎の雪辱 金メダリスト 古賀稔彦の闘い                |
| 2000年2月18日  | 美瑛 丘物語 北海道・農の風景                            |
| 2000年2月25日  | もうかる仕事を探し出せ 総合商社 課長たちの奮闘記        |
| 2000年3月3日   | ぼくに力をくれたロックサルサ・ガムテープと仲間たち      |
| 2000年3月17日  | とりあえずフリーターに 進路選択・高校卒業までの半年間   |